# Влахерны

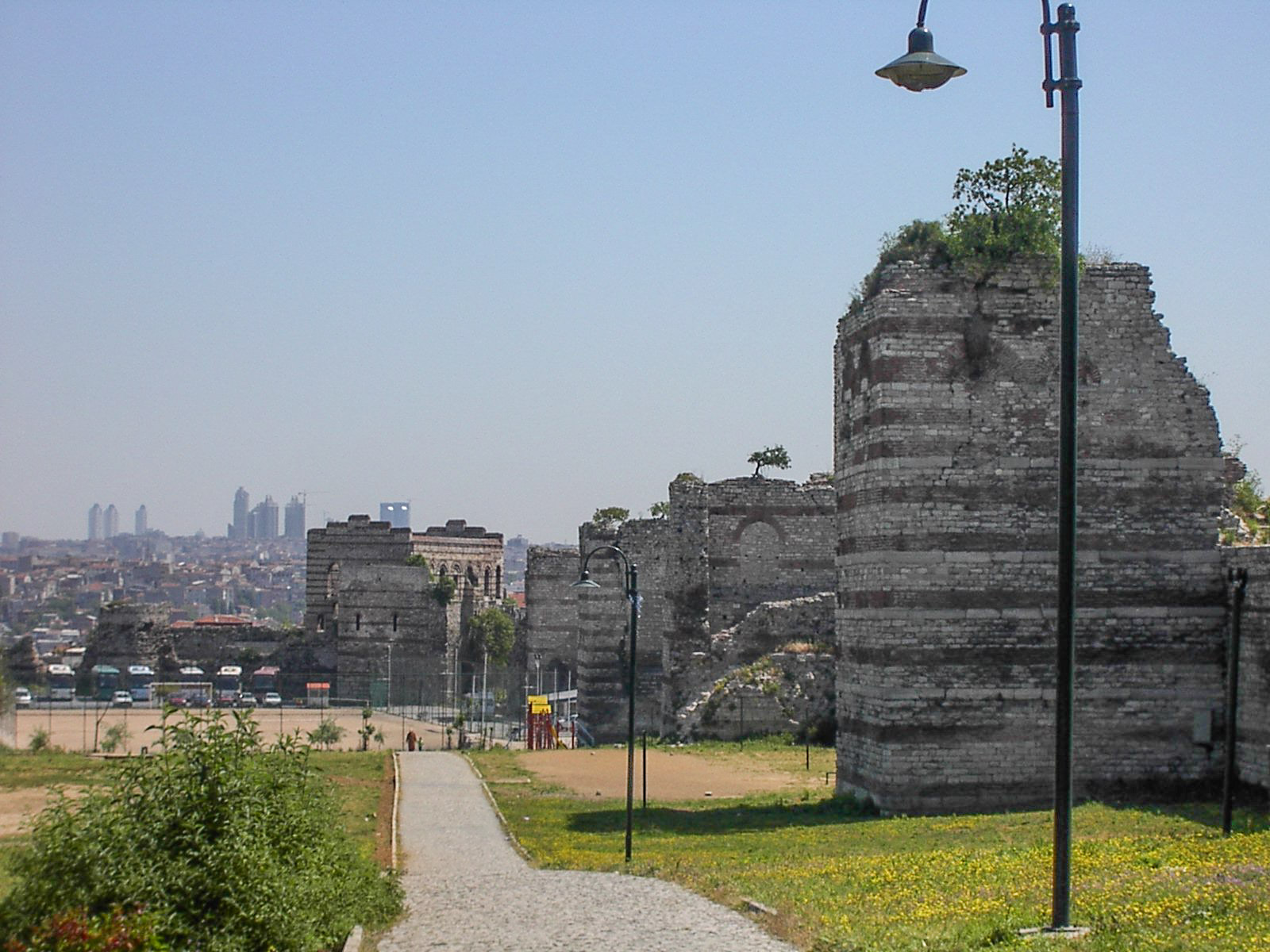
Стены Влахернского предместья, вдали — руины Нового дворца (XII/XIII в.)

Влахе́рны (тур. Blakernai, греч. Βλαχέρναι, современный район Айвансарай) — северо-западный пригород Константинополя, со времён Юстиниана известный церковью Богородицы, где в 910 году произошло знаменитое явление Богоматери верующим. В память этого события православной церковью на Руси в XII веке установлен праздник Покрова Пресвятой Богородицы.
При расширении городских стен в 627 г. район включён в состав города. Здесь находился Малый Влахернский дворец, а Иоанн VI Кантакузин был коронован в дворцовой церкви. В 1453 г. турки ворвались в Константинополь, пробив стены в районе Влахернского квартала.
Малый дворец сохранился до наших дней в разрушенном состоянии, а восковая икона Влахернской Богоматери (предположительно 7 века н. э.) была вывезена из дворца и доставлена в Москву; в настоящее время находится в Третьяковской галерее.